# Baba-Nyonya

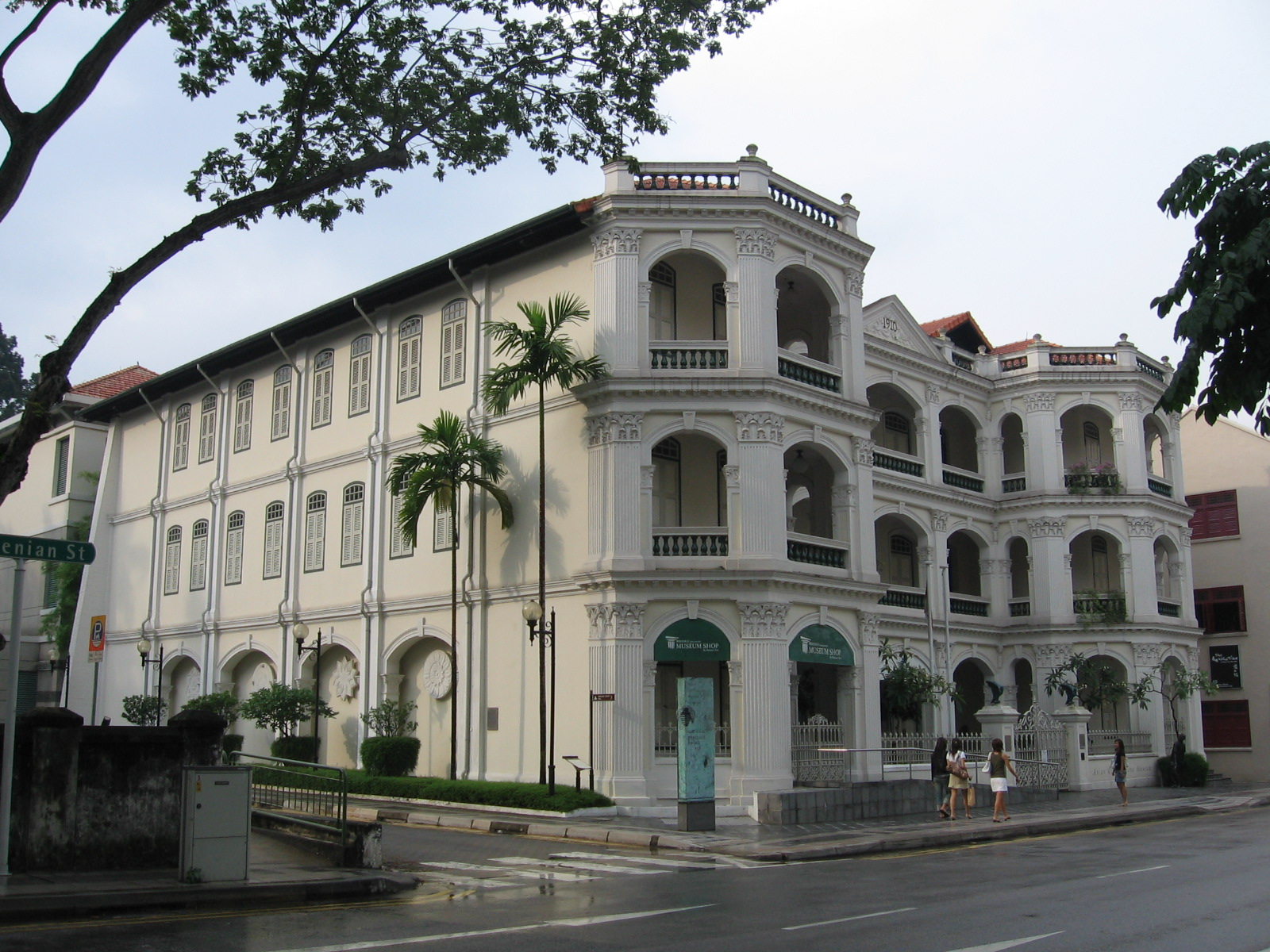
Depuis 2008, le musée Peranakan de Singapour est consacré à leur culture.

Les Baba-Nyonya (峇峇娘惹), Peranakan ou Chinois des Détroits, sont les descendants des premiers immigrants chinois, entre le XIVe siècle et le XVIIe siècle
installés en Inde à Pondichéry, en Malaisie, en Indonésie ou aux Philippines, adoptant leurs mœurs à la culture locale. Leur généalogie est une longue suite d'hybridation fondant une communauté multiraciale dans les colonies britanniques des Détroits à Malacca, Penang et Singapour.
Baba (峇峇) est un mot chinois qui signifie "père" et désigne les hommes. Nyonya vient du portugais donha, "dame", et désigne les femmes.
Peranakan est un mot malais, choisi par les principaux intéressés, qui signifie «né ici». Au XVIe siècle, il désignait les enfants issus du mariage d'une Malaisienne à un colon chinois de la première vague d'immigration à Singapour ainsi qu'en Malaisie péninsulaire, soit à Malacca (ville) et à Penang.
De plus, ils sont les premiers à utiliser les réaux espagnols — ou 
«  dollars de 8 » — comme monnaie de transaction en Asie .

## Histoire
Les premiers Baba-Nyonya sont issus, dès le XVe siècle, de mariages entre des négociants chinois et des femmes malaises, birmanes ou indonésiennes.
Les Baba-Nyonya ont en partie adopté les coutumes malaises afin de s’intégrer aux communautés locales. Au XVIe siècleet au XVIIe siècle, ils sont les interlocuteurs des portugais et des espagnols, puis des hollandais.
Pendant la domination britannique, ils acquirent une forte influence dans les colonies des Détroits et furent même surnommés « les Chinois du Roi ».
Aujourd’hui, leur particularité identitaire a tendance à s’estomper lentement, la jeune génération adoptant une culture chinoise plus standardisée.
À Java en Indonésie, le terme Peranakan désigne les communautés de Chinois métissés de locaux des villes du Pasisir (côte nord de l'île). Dans le contexte indonésien, leur particularisme s'estompe d'autant plus que les Indonésiens catégorisés "Chinois" proprement dits étaient contraints, durant le régime de Soeharto (1966-98), d'effacer toute trace de particularisme.
Les Chinois baba et peranakan parlent un créole malais, le « baba malay », un mélange d'anglais, de malais et de hokkien (un dialecte chinois).
Singapour revendique aujourd'hui cette hybridation comme identité trans-culturelle.

### Style Peranakan
Né dans une civilisation marchande autour du détroit de Malacca, en lien constant avec les marchands portugais et espagnols dès le XVe siècle, le style Peranakan se caractérise par une hybridation revendiquée et assumée dues aux particularités de leurs histoires avec par exemple des vêtements sino-indonésiens en batik. La céramique mélange les styles chinois, musulmans ou européens, portugais, hollandais ou britanniques. Le Musée Peranakan de Singapour est consacré a cette culture de l'Asie du Sud-Est, qui a exporté ses céramiques dans le monde entier.